# سام باركلي
سام باركلي (بالإنجليزية: Sam Barkley) هو لاعب كرة قاعدة أمريكي، ولد في 24 مايو 1858 في ويلينغ في الولايات المتحدة، وتوفي بنفس المكان في 20 أبريل 1912.

## وصلات خارجية
- سام باركلي على موقعبيزبول رفرنس.كوم (الدوري الرئيسي) (الإنجليزية)
- سام باركلي على موقعبيزبول رفرنس.كوم (الدوري الثانوي) (الإنجليزية)